# Atletismo nos Jogos Pan-Americanos de 1995 - 5000 m feminino
A prova dos 5000 m feminino nos Jogos Pan-Americanos de 1995 foi realizada em 24 de março no Estádio Atlético "Justo Roman". Esta foi a primeira vez em que a distância foi disputada nos Jogos Pan-Americanos, substituindo os 3000 metros.

## Medalhistas
| Ouro                         | Prata                            | Bronze                       |
| Adriana Fernández MEX México | María del Carmen Díaz MEX México | Carole Montgomery CAN Canadá |

### Final
| Posição           | Nome                  | Nacionalidade      | Tempo    | Notas |
| ----------------- | --------------------- | ------------------ | -------- | ----- |
| Medalha de ouro   | Adriana Fernández     | MEX México         | 15:46.32 |       |
| Medalha de prata  | María del Carmen Díaz | MEX México         | 15:46.43 |       |
| Medalha de bronze | Carole Montgomery     | CAN Canadá         | 15:46.80 |       |
| 4                 | Sarah Howell          | CAN Canadá         | 16:02.59 |       |
| 5                 | Misti Demko           | USA Estados Unidos | 16:04.50 |       |
| 6                 | Silvana Pereira       | BRA Brasil         | 16:07.16 |       |
| 7                 | Érika Olivera         | CHI Chile          | 16:13.76 |       |
| 8                 | Yesenia Centeno       | CUB Cuba           | 16:29.06 |       |
| 10                | Ceci St. Geme         | USA Estados Unidos | 16:43.15 |       |